# Аранович, Алексей Владимирович
Алексе́й Влади́мирович Арано́вич (род. 1 июня 1974, Ленинград) — российский историк и общественный деятель, специалист по истории военного костюма и тылового обеспечения. Организатор и активный участник военно-исторических фестивалей. Доктор исторических наук (2007), профессор кафедры истории и теории искусств Санкт-Петербургского государственного университета промышленных технологий и дизайна.

## Биография

### Ранние годы. Образование

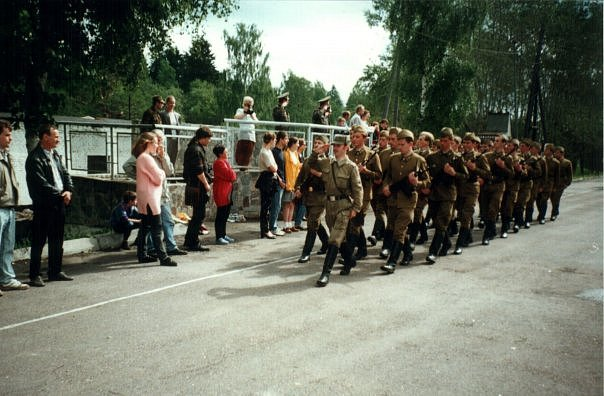
А. В. Аранович во главе учебного взвода после принятия присяги. Поселок Куликово, Республика Карелия. Июль 1996 г.

Родился 1 июня 1974 года в Ленинграде в семье военнослужащего.
Параллельно учёбе в школе в 1987—1989 гг. обучался в Юношеской астрономической школе при молодёжной секции Всесоюзного астрономо-геодезического общества СССР под научным руководством А. А. Троня. Окончил в 1991 г. с серебряной медалью школу.
С 1992 г. студент Российского государственного педагогического университета им. А. И. Герцена, в 1996 г. выступил основателем и первым руководителем студенческого научного общества кафедры русской истории факультета социальных наук РГПУ, инициатор издания альманаха «Марсово поле».
В 1996 г. с отличием завершил обучение на военной кафедре РГПУ им. А. И. Герцена, прошёл сборы в мотострелковом полку в Республике Карелия (исполнял обязанности командира учебного взвода), после принятия присяги получил воинское звание лейтенант (ВУС — 390201, офицер-психолог).
В 1996 году окончил кафедру русской истории факультета социальных наук по специальности «Учитель истории». Магистр образования (1998).
В 1998—2000 гг. аспирант Санкт-Петербургского государственного университета.
В 2000 году защитил диссертацию на соискание учёной степени кандидата исторических наук по теме «Интендантство русской армии накануне и в годы Первой мировой войны» (специальность 07.00.02 — отечественная история).
В 2007 году защитил диссертацию на соискание учёной степени доктора исторических наук по теме «Интендантское снабжение русской армии во второй половине XIX — начале XX в.» (специальность 07.00.02 — отечественная история).

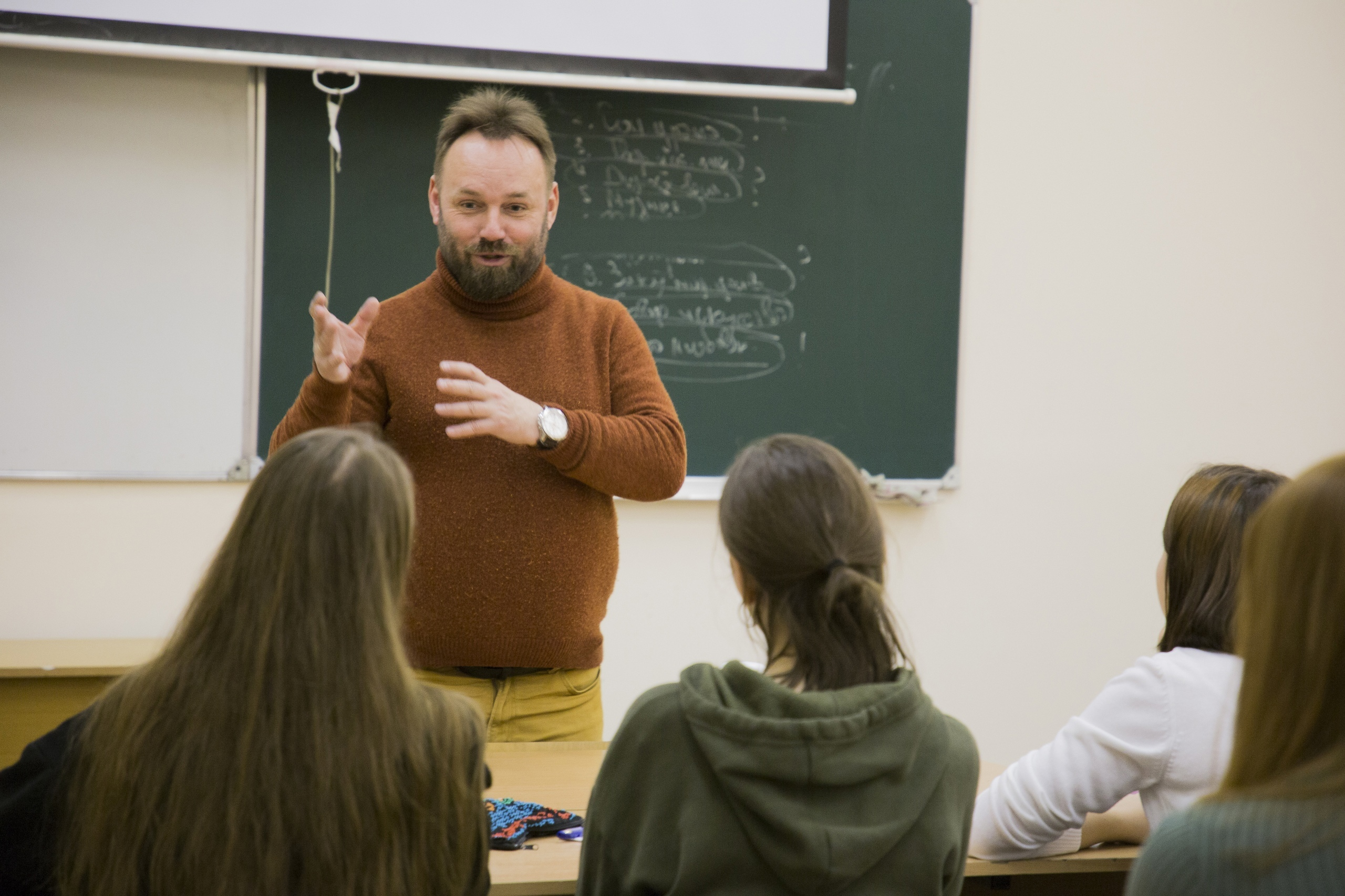
А. В. Аранович читает лекцию по предмету «Менеджмент в сфере культуры и искусства» студентам Санкт-Петербургского государственного университета промышленных технологий и дизайна

В конце 90 х гг. работал учителем истории в школах Санкт-Петербурга, организовывал археологические экспедиции для школьников:
Алексей Аранович пять лет пытался вбить в головы школьников, что Александр Македонский родился раньше, чем Наполеон Бонапарт. Однако самые интересные занятия проходили не в душных классах, а на природе. Каждое лето Алексей выезжал в археологические экспедиции вместе со своими учениками, сам показывал им, как держать инструменты и вести раскопки. Например, знаменитые длинные курганы в Лужском районе Алексей показывал своим ученикам на месте. Он уверен также, что школьник быстрее запомнит, только когда сам увидит. А потому, чем заучивать учебники на уроках, лучше посмотреть исторический фильм. И тем более забавно, если в этом фильме снялся сам преподаватель.
С 1999 года в Санкт-Петербургском государственном университете промышленных технологий и дизайна, сначала на кафедре философии и социальных наук, затем на кафедре истории и теории искусств. Доцент (2013), профессор кафедры истории и теории искусств. Читает лекции по дисциплинам «История», «Музейная деятельность», «Менеджмент в сфере культуры и искусств», «Инновационные технологии в сфере музейной деятельности», «История костюма и моды», организует и проводит музейную практику. Член диссертационного совета Санкт-Петербургского государственного университета промышленных технологий и дизайна по специальности «Техническая эстетика и дизайн — искусствоведение».
Некоторые лекции Алексей Аранович проводил прямо в военной форме соответствующей эпохи:
Храп на задних рядах аудитории — этого уж точно не услышишь в Университете технологии и дизайна. Каждая лекция для будущих костюмеров — настоящий карнавал. Ведь именно здесь работает самый необычный преподаватель истории — Алексей Аранович. На занятия по войне 1812 года он приходит в парадном мундире наполеоновской армии, на лекции по истории XX века является в царской военной форме. Рыцарские доспехи и кольчуга древнерусского воина, экипировка времен Великой Отечественной и тога гражданина Римской империи — более 30 костюмов различных эпох хранятся дома у преподавателя-хамелеона. Костюмированные лекции Алексей Владимирович начал проводить ещё 10 лет назад, когда стал старшим преподавателем кафедры истории и теории искусств.
В 1999–2007 гг. году являлся редактором серии «Исторические науки» журнала «Вестник молодых ученых».

### Организация выставок в музеях
Одна из первых экспозиций, созданных А. Арановичем, была открыта в Фонтанном доме в 1998 году (к 80-летию окончания Первой мировой войны):
В музее А. Ахматовой в Фонтанном доме открыта выставка — в своем роде уникальная. Со старых фотографий, как из-под холодной серой воды, всплывают лица тех солдат, тех медсестер в широких крахмальных косынках, похожих на монашеские уборы, только белые. Мешки, обозы, техника, тесный полукруг солдат в линялых фуражках, с напряженными лицами. Котелки, лопаты, ремни, портупеи, каски, штыки, башлыки. Кольбак — чёрная меховая шапка с черепом и костями (символ презрения к смерти) — такие носили в 5-м гусарском Александрийском полку, в котором служил Николай Гумилев. Тех, кто носили эти шапки, называли гусарами смерти… Эти подробности рассказал мне Алексей Аранович, специалист по истории I мировой войны, 90 процентов выставки составлено из материалов его собственной коллекции, остальное — из Военно-исторического, Суворовского и других музеев. Алексей также специалист по истории костюма, и на открытие он явился не как-нибудь, а в мундире подпоручика лейб-гвардии Семёновского полка времен последнего царствования.
В 2006—2010 гг. работал в Военно-историческом музее артиллерии, инженерных войск и войск связи, ведущий научный сотрудник, начальник отдела по изучению полководческой деятельности фельдмаршала М. И. Кутузова и Отечественной войны 1812 года.
В 2008—2017 гг. также в отделе «Нарвские триумфальные ворота» Государственного музея городской скульптуры, главный научный сотрудник. В период работы в музее Алексей Аранович был куратором нескольких выставок, посвящённых Первой мировой войне.
Создатель постоянных экспозиций в Гусевском историко-краеведческом музее «Великая и забытая» (2013), «История Великой Отечественной войны» (2014—2015) и др .
Куратор группы по созданию манекенов в исторических костюмах (более 30 композиций) на постоянной экспозиции «Санкт-Петербург — история развития» в Музейно-выставочном комплексе «Россия — моя история».
В 2018 году Алексей Аранович принял участие в восстановлении экспедиционного костюма Николая Миклухо-Маклая

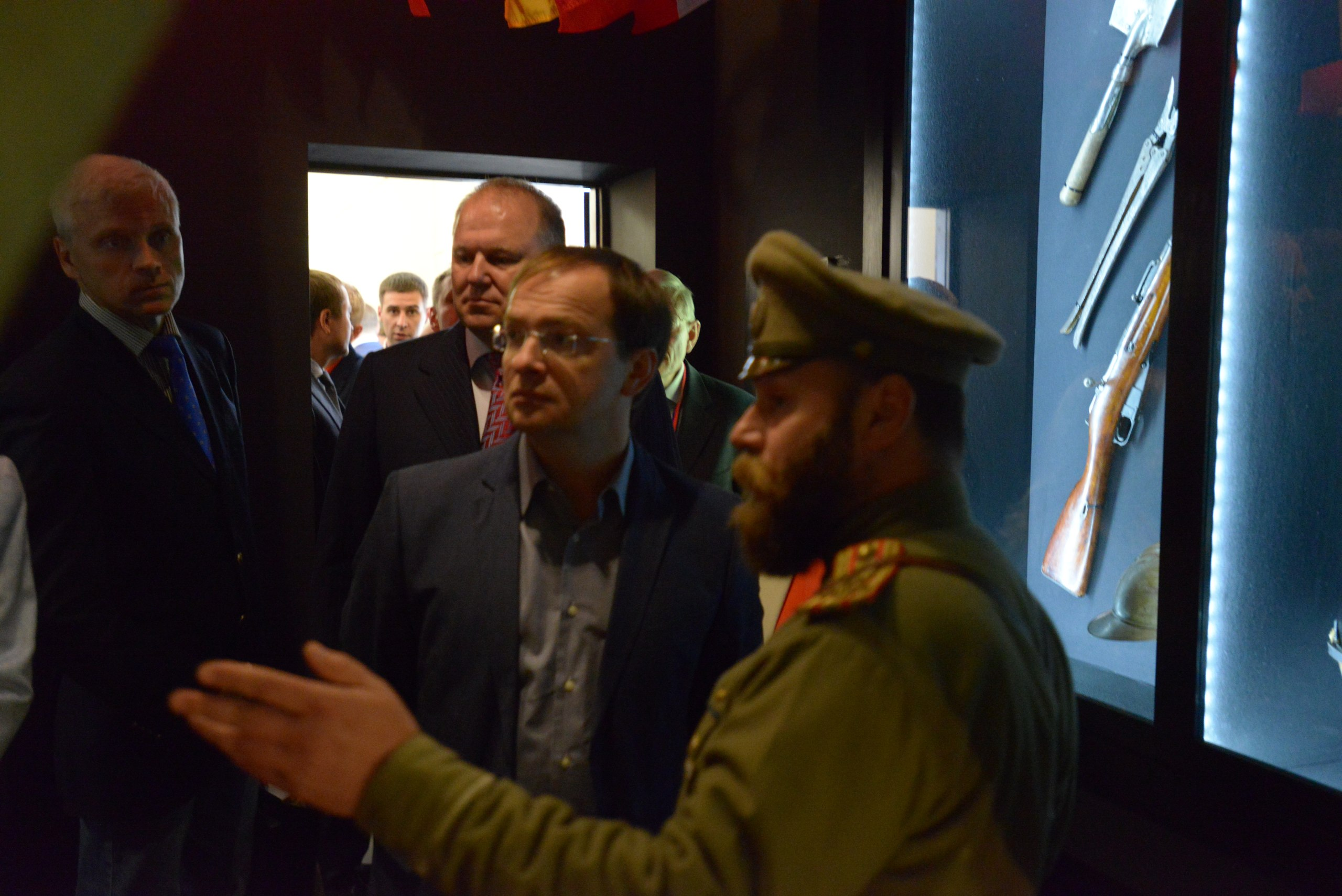
Министр культуры Российской Федерации В. Р. Мединский и А. В. Аранович на открытии постоянной экспозиции, посвященной Первой мировой войне, в Гусевском краеведческом музее. 23 августа 2014 г.
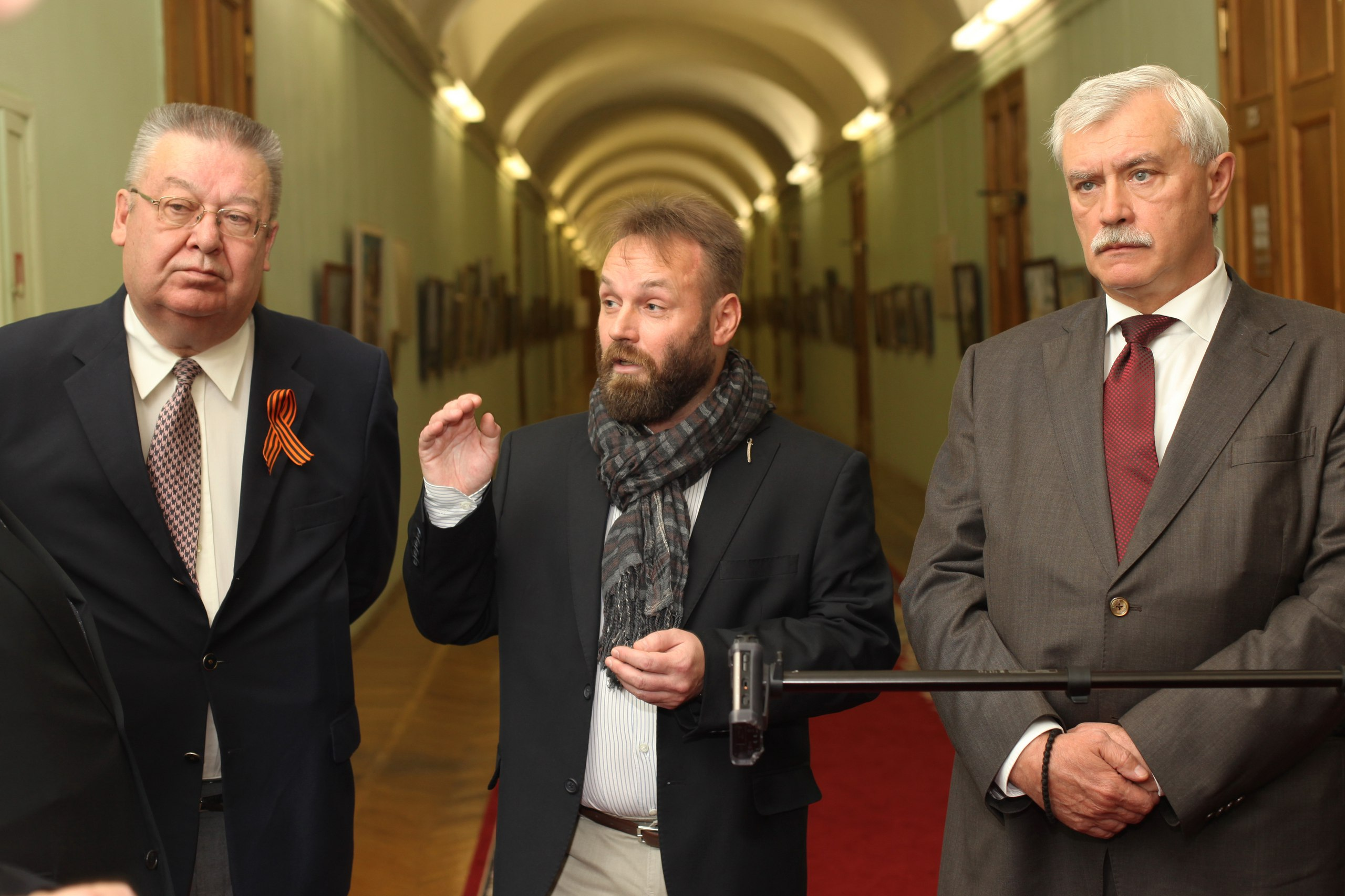
Директор Музея Смольного Н. С. Третьяков, куратор выставки А. В. Аранович, губернатор Петербурга Г. С. Полтавченко на открытии выставки "Ленинград в ожидании Победы". Санкт-Петербург. Смольный. 16 сентября 2015 г.
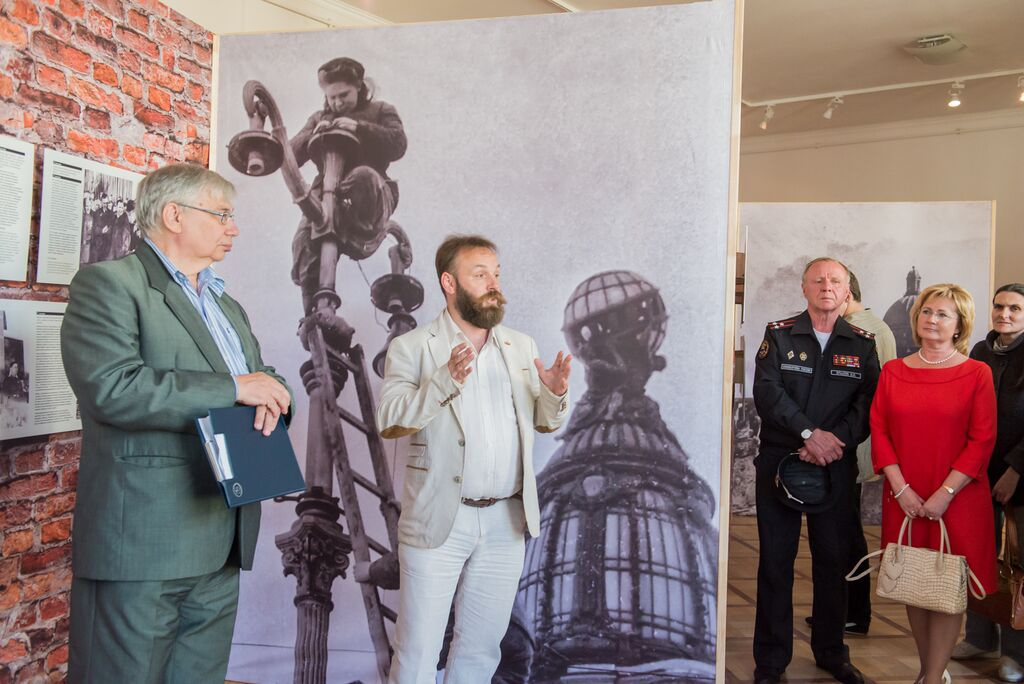
На открытии выставки "Незабытый Ленинград": директор Государственного музея городской скульптуры В. Н. Тимофеев, куратор выставки А. В. Аранович, начальник Военно-исторического музея артиллерии, инженерных войск и войск связи В. М. Крылов, заместитель начальника Военно-исторического музея артиллерии, инженерных войск и войск связи С. В. Успенская. 1 июня 2016 г.
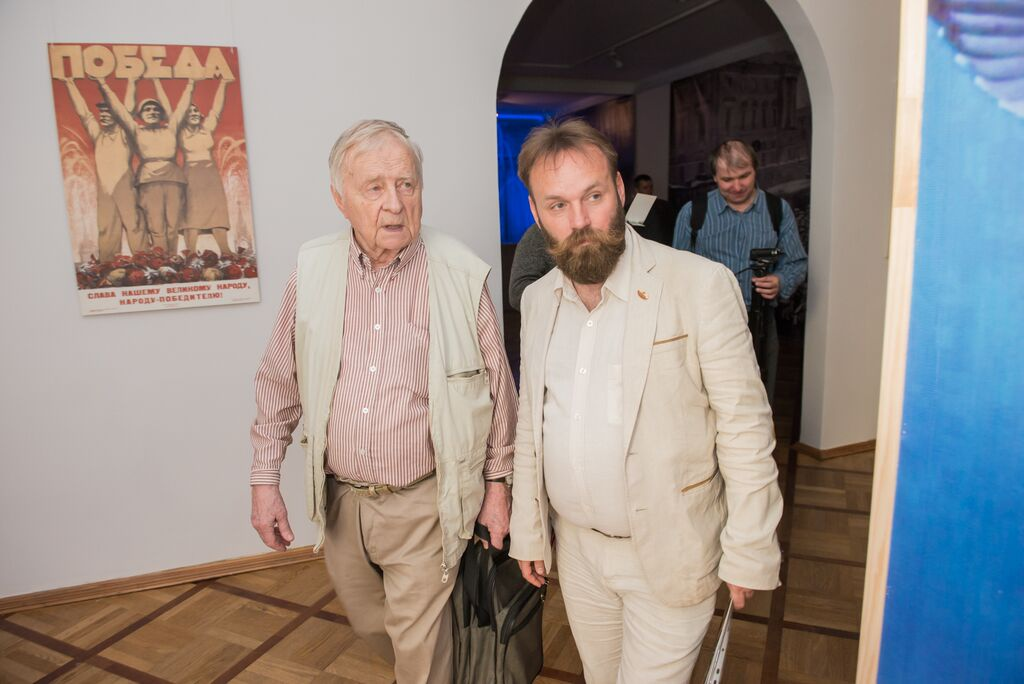
А. Н. Кирпичников и А. В. Аранович на открытии выставки "Незабытый Ленинград" в Государственном музее городской скульптуры. Санкт-Петербург. 1 июня 2016 г.

## Научная деятельность
Авторитетный специалист в области отечественной истории второй половины XIX — начала XX в., истории военного костюма и истории Санкт-Петербурга. Эксперт в сфере предметов и коллекций обмундирования и снаряжения, сертифицированный Министерством культуры Российской Федерации. Организатор и председатель оргкомитета международных и всероссийских научных конференций, в том числе «Санкт-Петербургские военно-исторические чтения», «Военная история России XIX—XX вв.» и «История военного костюма от древнего мира до наших дней» .
Автор шести монографий и более ста научных и научно-популярных исследований по отечественной истории, истории костюма, истории Санкт-Петербурга. Читает лекции, организует экскурсии, проводит семинары по проблемам отечественной истории, истории военного костюма и истории Санкт-Петербурга.
Знаковым событием стала монография «Униформа русской императорской армии конца XIX — начала XX века. История. Дизайн. Материалы. Технологии», презентация которой состоялась в 2021 году.
Генеральный директор Российской национальной библиотеки Владимир Гронский отметил:
В наше время ещё не издавалось подобного труда, потому что это не только история военного костюма эпохи Николая II, но и технология его производства, материалы, выкройки и так далее. Это уникальный, удивительный труд, который, безусловно, пополнит историческую науку, её специализацию — униформологию .
Руководитель Департамента культуры Москвы Александр Кибовский дал следующую характеристику изданию:
В наше время трудно, даже невозможно найти аналог подобному труду. Поэтому важность вновь вышедшей книги для сохранения знаний о производстве военной формы в разные исторические эпохи трудно переоценить. Это, очевидно, поспособствует новому витку в развитии реконструкторского движения. Книга должна стать настольной для кинематографистов, писателей, художников, искусствоведов, стилистов и декораторов, всех исследователей истории мундира. Материалы книги актуальны как при создании реплик исторических костюмов для художественных и документальных фильмов, так и в профильных учебных заведениях.
С 1997 года является членом Санкт-Петербургского союза ученых, с 2007 — член Творческого союза музейных работников Санкт-Петербурга и Ленинградской области, с 2022 — член Союза художников России (РТОО «Санкт-Петербургский союз художников»).

### Монографии
- Аранович А.В. Из истории военного Петербурга. — СПб.: Перспектива-Просвет, 2003. — 173 с.
- Аранович А.В. Интендантское снабжение русской армии накануне и в годы первой мировой войны. — СПб.: ИПЦ СПГУТД, 2004. — 143 с. — ISBN 5-7937-0095-1.
- Аранович А.В. Интендантское снабжение русской армии во второй половине XIX-начале XX века. — СПб.: ИПЦ СПГУТД, 2005. — 425 с. — ISBN 5-7937-0270-9.
- Аранович А.В. Тыл вооруженных сил Российской Империи во второй половине XIX — начале XX века (интендантское снабжение). — СПб.: ИПЦ СПГУТД, 2012. — 411 с. — ISBN 978-5-7937-0764-0.
- Аранович А.В., Безродин В.А. Униформа Русской императорской армии конца XIX — начала XX века : история. Дизайн. Технологии. Материалы. — СПб.: Реконструкция, 2020. — 589 с. — ISBN 978-5-7937-1871-4.
- Аранович А.В. Первая мировая война: Северо-Западный фронт. — СПб.: ИПЦ СПбГУПТД, 2024. — 312 с. — ISBN 978-5-7937-2114-1.

### Учебные пособия
- Аранович А.В. Русский военный костюм, 1907-1917 : учебное пособие для студентов вузов, обучающихся по спец. 052400 — Дизайн. — СПб.: ИПЦ СПГУТД, 2005. — 124 с. — ISBN 5-7937-0147-8.

### Статьи в энциклопедиях
- Униформология (Большая Российская энциклопедия)[25].

### Научные статьи
- А. В. Аранович. Развитие походного обмундирования и снаряжения в Русской армии 1907—1914 гг. // Марсово поле. 1996. № 1. — С. 3–10.
- А. В. Аранович, В. Б. Лобанов. Неизвестные песни Гражданской войны // Марсово поле. 1997. № 2. — С. 34–37.
- А. В. Аранович. Кадетские корпуса Санкт-Петербурга как центры военно-образовательных инноваций // Из истории отечественного образования (XVIII—XX вв.). Сборник статей. — СПб., 1997. С. 40–41.
- А. В. Аранович. Источники по истории развития походного обмундирования и снаряжения. // Марсово поле. 1997. № 2. С. 24–29.
- А. В. Аранович. В мире военно-исторических журналов // Марсово поле. 1997. № 2. С. 53–57.
- А. В. Аранович. Попытки универсализации походного обмундирования и снаряжения перед Первой мировой войной // Первые петербургские военно-исторические чтения молодых ученых. СПб., 1998. — С. 27–30.
- А. В. Аранович. Реформа парадной форменной одежды Русской армии в 1907 г. // Герценовские чтения 1998. Актуальные проблемы социальных наук. СПб., 1998. — С. 45–48.
- А. В. Аранович. Предыстория появления в русской армии обмундирования защитных цветов // Вторые Петербургские военно-исторические чтения молодых ученых. СПб., 1998. — С. 21–23.
- А. В. Аранович. К вопросу об интендантском снабжении войск на первом этапе войны // Первая мировая война. История и психология. — СПб., 1999. — С. 109–122.
- А. В. Аранович. Главное интендантское управление накануне Первой мировой войны // Роль Петербургского — Петроградского — Ленинградского военного округа в обеспечении безопасности Северо-Запада России.- СПб., 1999. — С. 37–42.
- А. В. Аранович. К вопросу о петроградских женских батальонах (лето-осень 1917 г.) // Третьи Петербургские военно-исторические чтения молодых ученых. — СПб., 1999. — С. 25–28.
- А. В. Аранович. История походного обмундирования и снаряжения Русской армии 1907—1917 гг. // Вестник молодых ученых. 1999. № 3. Гуманитарные науки. 1999. № 1. — С. 19–34.
- А. В. Аранович. Структура интендантства русской армии накануне Первой мировой войны // Воинский подвиг защитников Отечества. — Вологда, 2000. С. 255–261.
- А. В. Аранович. Изобретательская мысль накануне Первой мировой войны. Снаряжение и обмундирование // Россия в Великой войне 1914—1918 гг. — Пермь, 2000. С. 47–53.
- А. В. Аранович. Военный костюм как феномен культуры // Мода и дизайн: исторический опыт — новые технологии. — СПб., 2000. — С. 25–26.
- А. В. Аранович. Программа спецкурса «История русского военного костюма» // Мода и дизайн: исторический опыт — новые технологии. — СПб., 2001. — С. 31–33.
- А. В. Аранович. Роль военного костюма в создании образа столицы Российской империи // Мода и дизайн: исторический опыт — новые технологии. — СПб., 2001. — С. 52–54.
- А. В. Аранович. Военная столица Российской Империи // Империя истории. СПб., 2001. — С. 74–80.
- А. В. Аранович. Обращение к историческим параллелям и нетрадиционным символам при создании образцов русских военных костюмов в начале XX века // Мода и дизайн: исторический опыт — новые технологии. — СПб., 2002. — С. 17–18.
- А. В. Аранович. Военный Петербург // Феномен Петербурга. — СПб., 2003. — С. 12–23.
- А. В. Аранович. Обеспечение интендантским довольствием военно-врачебных заведений в годы Первой мировой войны // Общество и власть. Материалы всероссийской научной конференции. СПб., 2003. — С. 168–173.
- А. В. Аранович. Из истории развития походного снаряжения русской армии в начале XX века // Мода и дизайн: исторический опыт — новые технологии. Материалы международной научной конференции. — СПб., 2004. С. 4–7.
- А. В. Аранович. Эвакуировать во что бы то ни стало… // Родина. Российский исторический журнал. 2004. № 9. — С. 27–32.
- А. В. Аранович, Д. Ю. Алексеев. Русская гвардия в годы первой мировой // Мировые войны. Военно-исторический журнал. 2005. № 2. С. 14–20.
- А. В. Аранович. Система продовольственного довольствия войск накануне и в годы Первой мировой войны // Вестник молодых ученых. 2005. № 1. Исторические науки. 2005. № 1. С. 18–26.
- А. В. Аранович. Интендантское снабжение русской армии в русско-турецкую войну 1877—1878 гг. // Военное дело России и её соседей в прошлом, настоящем и будущем. Международная научно-практическая конференция. СПб. 24–31 марта 2005. — М: Воентехиздат, 2006. С. 300—304.
- А. В. Аранович. Бронезащита военнослужащих в годы I мировой войны // Защита и безопасность. 2006. № 1. С. 34–35.
- А. В. Аранович. Система вещевого довольствия русской армии накануне и в годы Первой мировой войны // Первая мировая война: поиски новых подходов к исследованию, приглашение к диалогу. Саратовский военный институт ВВ МВД РФ. — Саратов. 2006. № 5 (23). — С. 81–90.
- А. В. Аранович. Из истории военного костюма. Реконструкция парадной формы егеря Прусского гвардейского егерского батальона // Калашников. 2006. № 7. — С. 78–79.
- А. В. Аранович. Освещение проблем интендантства Русской армии во второй половине XIX — начале XX века // Военно-исторический журнал. 2006. № 9. С. 34–39.
- А. В. Аранович. Интендантство русской армии во второй половине XIX — начале XX века // Военно-исторический журнал. 2006. № 10. С. 15–17.
- А. В. Аранович. Новая петербургская традиция // Калашников. 2007. № 8. — С. 14–16.
- А. В. Аранович. Война и мир: 1807 г // Тильзитский мир — прообраз Европейского дома: Международная научно-практическая конференция. Сборник докладов и тезисов сообщений. г. Советск, 6-8 июля 2007. — Калининград. 2007 — С. 106–112.
- А. В. Аранович. Венок памяти // Калашников. 2007.- № 10. — С. 80–86.
- А. В. Аранович. Война и мир: 1807 год: Каталог выставки (вступительная статья). СПб., 2007. — 66 с.
- А. В. Аранович. Вторая Отечественная — Первая мировая // Бомбардир. 2008. — № 20. — С. 26–28.
- А. В. Аранович. Первая мировая в фотографиях. СПб., 2009.
- А. В. Аранович. К вопросу о продовольственном снабжении русской армии в годы Первой мировой войны // Первая мировая. К 95-летию начала Первой мировой войны 1914—1918 гг. — СПб.: ИПЦ СПГУТД, 2009 — С. 5–11.
- А. В. Аранович. Система продовольственного довольствия накануне и годы Первой мировой войны (к 95-летию начала Первой мировой войны) // Бомбардир. — 2009. № 21. С. 70–78.
- А. В. Аранович. Усть-Ижорский военный лагерь в начале XX века // Петербургские военно-исторические чтения: межвузовская научная конференция. 11 марта 2009. РГПУ им. А. И. Герцена. 2010. С. 43–50.
- А. В. Аранович. «С именем Кутузова!» // Бомбардир. — 2010. № 22. С. 79–80.
- А. В. Аранович. Система провиантского довольствия накануне Первой мировой войны // Военная история России XIX—XX веков. Материалы III международной военно-исторической конференции, СПб., 2010. С.136–143.
- А. В. Аранович. А. О. Кожемякин К. Б. Назаренко С. В. Успенская. Новые методы исследование военного костюма первой четверти XIX в. // Дизайн. Материалы. Технология. 1(12). 2010. С. 94–99.
- А. В. Аранович. Анализ деятельности интендантства в русско-турецкую войну 1877-1878 гг. // Военная история России XIX—XX веков. Материалы IV международной военно-исторической конференции, СПб., 2011. С. 27–61
- А. В. Аранович. К. Б. Назаренко, Н. Г Рогулин, А. О. Кожемякин. Виртуальные музеи: общие проблемы. // Дизайн. Материалы. Технология. 4 (19). 2011. С. 118–125.
- А. В. Аранович. К. Б. Назаренко. А. О. Кожемякин. Принципы комплексной реконструкции русской военной формы эпохи 1812 г. // Клио. СПб., 2011. С. 84–87.
- А. В. Аранович. К. Б. Назаренко. А. О. Кожемякин. К вопросу о методах исследования военного костюма первой четверти XX века // Клио. СПб., 2011. С. 118–122.
- А. В. Аранович. Образование Гвардейского экономического общества // Военная история России XIX—XX веков. Материалы международной военно-исторической конференции. СПб., 2012. С. 117–126.
- А. В. Аранович, А. В. Решетов. Польский поход РККА 1939 г. в зеркале советской прессы // Военная история России XIX—XX веков. Материалы международной военно-исторической конференции. СПб., 2012. С. 311—325.
- А. В. Аранович. Парады и смотры в Санкт-Петербурге в фотографиях второй половины XIX — начала XX века // СПб., 2013.
- А. В. Аранович. Система устройства военно-врачебных заведений и обеспечения их интендантским довольствием в годы Первой мировой войны // Великая и забытая. Материалы международной научно-практической конференции. Калининград—Гусев, 2013. С. 69–78.
- А. В. Аранович, К. А. Молоснов, А. В. Труевцев. Применение композита, армированного кулирным трикотажем, для создания реплик исторических предметов // Дизайн. Материалы. Технологии. 2 (27). 2013. С. 62–66.
- А. В. Аранович. Русско-японская война 1904—1905 гг. как «экзаменатор» интендантства русской армии накануне Великой войны // Военная история России XIX—XX веков. Материалы VI международной военно-исторической конференции. СПб., 2013. С. 233–263.
- А. В. Аранович. История русского военного костюма // Стиль, мода и дизайн в контексте синтеза искусств. Сборник научных трудов. СПб., 2014. С. 228–231.
- А. В. Аранович. Анализ деятельности интендантства русской армии в годы Первой мировой войны // Славяне и первая мировая война: славянская государственность на обломках великих империй после Первой мировой войны. Всероссийская конференция с международным участием. Тезисы конференции 15-17 октября 2014 года. СПб, 2014. С. 19–20.
- А. В. Аранович. К. Б. Назаренко. А. О. Кожемякин. К вопросу о сути прикладных и фундаментальных исторических исследований. // Клио. 2015. № 1 (97). С. 201–205.
- А. В. Аранович, А. А. Помигалов. Из истории русского военного портсигара конца XIX — начала XX века // Военная история России XIX—XX веков. Материалы VIII Международной военно-исторической конференции. СПб., 2015. С. 54–66.
- А. В. Аранович, В. А. Безродин. История военного костюма (1850—1917) по материалам полковых музее // Вестник Санкт-Петербургского государственного университета технологии и дизайна. Серия 2. Искусствоведение. Филологические науки. 2016. № 4. С. 3–8.
- А. В. Аранович, А. Г. Панкратов. К вопросу о вооружении и производстве оружия на территории Киевского княжества в XIV — середине XV вв. // Клио. 2016. № 10 (118). С. 63–69.
- А. В. Аранович, В. А. Безродин. Обмундировальные мастерские в России в начале XX века // История военного костюма: от древнего мира до наших дней. Материалы Международной военно-исторической конференции. СПб., 2016. С. 225–233.
- А. В. Аранович. Эвакуационная система и организация работы военно-медицинской службы в годы Первой мировой войны // РОМАН С КЛИО. Сборник научных статей и юбилейных материалов, посвященный 60-летию С. Н. Полторака. СПб., 2016. С 191–198.
- А. В. Аранович. В. А. Безродин. Индивидуальная защита военнослужащих в начале XX в // Военная история России XIX—XX веков. Материалы IX Международной военно-исторической конференции. СПб., 2016. С. 143–153.
- А. В. Аранович, В. А. Безродин. К вопросу об упрощении обмундирования русской армии в конце XIX — начале XX в. // История военного костюма: от Древнего мира до наших дней. Материалы II Международной военно-исторической конференции. СПб., 2017. С. 94–103.
- А. В. Аранович, В. А. Безродин. К вопросу об особенностях военного костюма Русской императорской армии во время русско-японской войны (1904—1905 гг.) // Военная история России XIX—XX веков. Материалы X Международной военно-исторической конференции. СПб., 2017. С. 250–259.
- А. В. Аранович, Д. А. Клочков. Униформологический анализ как пример атрибуции предметов живописи и графики на примере изображений чинов Собственного его императорского величества конвоя периода царствования Николая I // Клио. 2018. № 11 (143). С. 96–105.
- А. В. Аранович, В. А. Безродин. К вопросу об эволюции ранцевого снаряжения русской армии во второй половине XIX — начале XX в. // Военная история России XIX—XX веков. Материалы XI Международной военно-исторической конференции. 2018. С. 195–214.
- А. В. Аранович, О. Б. Алексеев. Обмундирование и снаряжение Красной армии как средство идентификации павших бойцов в ходе поисковых мероприятий (периода Сталинградской битвы 1942—1943 гг.) // Перелом войны. 75 лет победы в Сталинградской битве Материалы международной научно-практической конференции. Под редакцией Д. Ю. Алексеева, С. А. Пищулина. 2018. С. 113–126.
- А. В. Аранович, А. О. Кожемякин, О. А. Черняга. Разработка концепции как ключевой этап создания музейной экспозиции // Вестник СПГУТД. Сер. 2: Искусствоведение. Филологические науки. 2019. № 2. C. 107–109.
- А. В. Аранович, А. О. Кожемякин, О. А. Черняга. Музей в философии «Общего дела» Н. Ф. Федорова // Вестник СПГУТД. Сер. 2: Искусствоведение. Филологические науки. 2019. № 3. C. 95–97.
- А. В. Аранович, В. А. Безродин, Д. А. Клочков. К вопросу о появлении и развитии униформологии в России в XIX—XXI в. // Клио. 2019. № 3 (147). С. 13–19.
- А. В. Аранович, О. А. Черняга, А. О. Кожемякин. Современные музейные экспозиции, посвященные Первой мировой войне // Вестник Санкт-Петербургского государственного университета технологии и дизайна. Серия 2. Искусствоведение. Филологические науки. № 1. 2020. С. 3–10.
- А. В. Аранович. О. А. Черняга. В. В. Голубятников. Реконструкция военного костюма для музейно-выставочного проекта на примере обмундирования капитана Офицерской воздухоплавательной школы // Вестник Санкт-Петербургского государственного университета технологии и дизайна. Серия 2. Искусствоведение. Филологические науки. № 1. 2020. С. 22–30.
- А. В. Аранович, Р. А. Тимофеева. Мундирное платье 1900–1910 гг. как предмет стилистической реконструкции: работы Д. Колышева // Мода и дизайн: исторический опыт — новые технологии. Материалы XXIII Международной научной конференции. Под редакцией Н. М. Калашниковой. СПб., 2020. С. 75–78.
- А. В. Аранович, В. А. Безродин. Походная униформа: разнообразие в единообразном. К вопросу об информативности о полковой принадлежности в русской армии во 2-й пол. XIX — начале XX в // История военного костюма от древнего мира до наших дней. Материалы V и VI Международной военно-исторической конференции. СПб., 2020. С. 237–251.
- А. В. Аранович, В. А. Безродин. Русский военный головной убор в эпоху перемен: нереализованные проекты // История военного костюма от древнего мира до наших дней. Материалы V и VI Международной военно-исторической конференции. СПб., 2020. С. 223–237.
- А. В. Аранович, О. А. Черняга. Военная униформа в экспозиции исторического парка «Россия — моя история» // История военного костюма от древнего мира до наших дней. Материалы V и VI Международной военно-исторической конференций. СПб., 2020. С. 13–25.
- А. В. Аранович, В. А. Безродин. Реформа обмундирования российской армии начала ХХ в. на примере кавалерии и конной артиллерии // Вестник Санкт-Петербургского государственного университета технологии и дизайна. Серия 2: Искусствоведение. филологические науки. 2021. № 3. С. 5–13.
- А. В. Аранович. Опыт исторической реконструкции русского военного костюма конца XIX - начала XX в. // Мода и дизайн: исторический опыт — новые технологии. Материалы XXV Международной научной конференции. СПб., 2022. С. 97–101.
- А. В. Аранович. Военно-историческая конференция «Габаевские чтения» // Габаевские чтения. Сборник материалов Военно-исторической конференции. СПб., 2022. С. 10–11.
- А. В. Аранович, В. А. Безродин, В. В. Незговорова. Мемориальные Мундиры Г. С. Габаева в собрании Военно-исторического музея артиллерии, инженерных войск и войск связи // Габаевские чтения. Сборник материалов военно-исторической конференции. СПб., 2022. С. 57–65.
- Н. С. Яшина, А. В. Аранович. Терминологические и понятийные особенности при изучении специального протезного костюма как способа изменения внешности человека в рамках его визуальной человечности // Инновации молодежной науки. Тезисы докладов всероссийской научной конференции молодых ученых с международным участием. СПб., 2022. С. 127–129.
- А. В. Аранович, А. Н. Лукирский, А. К. Тучапский. Новые размышления о жизни и сражениях «Русского Марса» (А. В. Суворова) [Рецензия на монографию Б. Г. Кипниса «Непобедимый. Жизнь и сражения Александра Суворова» (СПб.-М.-Минск, 2022)] // Труды кафедры истории нового и новейшего времени [СПбГУ]. 2023. № 23-1. С. 119–126.
- А. В. Аранович, Ян Фань. От кода до холста: история развития генеративного искусства изображений // Вестник Санкт-Петербургского государственного университета технологии и дизайна. Серия 2: Искусствоведение. филологические науки. 2023. № 4. С. 5–13.
- А. В. Аранович. Удивительная находка: спальный офицерский мешок обр. 1908 г. // Габаевские чтения. Сборник материалов IX Международной военно-исторической конференции «Габаевские чтения. История военного костюма от древнего мира до наших дней». СПб., 2024. С. 186–197.
- А. В. Аранович, А. В. Уварова. Анализ литературных источников, посвященных исследованию обмундирования эпохи правления императора Николая I // Вестник Санкт-Петербургского государственного университета технологии и дизайна. Серия 2: Искусствоведение. филологические науки. 2024. № 4. С. 94–102.
- А. В. Аранович, Н. М. Калашникова, А. О. Кожемякин, Р. А. Тимофеева. Неизвестная коллекция работ В. А. Синани как отражение смены эпох в регионе Югры // Дизайн. Материалы. Технология. № 1 (77). 2025. С. 17–22.
- А. В. Аранович, А. О. Кожемякин, Ян Фань. Генерация виртуального образа исторической личности для музейной экспозиции на примере образа императора Николая II с использованием искусственного интеллекта и существующих фотографий // Дизайн. Материалы. Технология. № 1 (77). 2025. С. 23–32.

## Военно-историческая реконструкция
Президент Региональной общественной организации «Санкт-Петербургское военно-историческое общество», организатор всероссийских и международных военно-исторических фестивалей (в России, Польше, Чехии, Франции, Финляндии, Швеции). В рамках этой деятельности работал в качестве исторического консультанта у скульптора академика Российской академии художеств В. Э. Горевого по созданию памятников адмиралу Ушакову (Кронштадт) и «1914» (Царское Село). Как президент общества выступает организатором исторических выставок и показов исторического костюма, военно-исторических конференций, в том числе «Габаевских чтений» .

## Работа на радио, в кино и на телевидении
На протяжении многих лет активно работает на радио, выступал в качестве ведущего прямого эфира на радио «Мария».
Активно сотрудничает с телеканалом 78 в создании образовательных программ «Внеклассное чтение»
В качестве исторического консультанта и ведущего исторических фильмов принимает участие в съёмках документальных фильмов, выступает как руководитель творческой группы по созданию исторических костюмов при производстве художественных картин. Участвовал в съёмках следующих лент:
- 2005 — « Гарпастум» (Режиссёр: Алексей Герман-младший)
- 2005 — «Своя чужая жизнь» (Режиссёр: Александр Рогожкин)
- 2014 — «Полководцы Великой войны» (Режиссёр: Виктор Правдюк)
- 2015 — «Осовец — крепость русской доблести» (Режиссёр: Игорь Бурлов)
- 2017 — «Крылья империи» (Режиссёр: Игорь Копылов)
- 2023 — «Воздух» (Режиссёр: Алексей Герман-младший)
- 2024 — «Столыпин» (Режиссёр: Алексей Андрианов)[30]

## Факты
В 1997 году в Петербурге состоялась дуэль с участием Арановича:
По мнению Алексея Арановича (ему 23 года, профессиональный историк, аспирант Петербургского института культуры), вызванного на дуэль, конфликт не стоил выеденного яйца. В подробности вдаваться не стал, однако подтвердил: замешана женщина. Правила поединка были взяты из дуэльного кодекса прошлого века. Сторона, посчитавшая себя оскорбленной (такой же молодой человек, как и Алексей), выбрала холодное оружие. Как мне кажется, зря. В юности мой товарищ не без успеха тренировался в секции рапиристов. Общий знакомый, хранитель старых традиций, милостливо предоставил дуэлянтам кавалерийские 306 сабли 1806 года. Тяжелые клинки были наточены — по уставу! — таким образом, что при самом неблагоприятном исходе могли нанести лишь неглубокие раны или переломы. Драться решили у Чёрной речки. День был выходной, солнечный. Толпы петербуржцев с санками и лыжами катались с горок. В километре от станции метро «Озерки» мы свернули с натоптанной тропы в мрачный, заснеженный овраг, окруженный дачами. Мой товарищ, поначалу отнесшийся к сатисфакции прохладно, завелся не на шутку. И на предложение секундантов помириться, дал категорический отказ. Через несколько минут противники узнали условия: бой до первой крови, раунды по две минуты, после чего дуэлянты меняются местами. Известно, что на рубеже веков половина дуэлей заканчивалась без крови — соперники просто снимали стресс. Январский поединок 1997 года не стал исключением. Правда, в первую минуту противники действительно пытались изуродовать друг друга, но дальше их пыл и взаимные претензии быстро угасли. К исходу третьей минуты Аранович нанес противнику удар чуть ниже виска. Второй секундант зафиксировал кровь, и дуэль остановилась.

В 2019 году Алексей Аранович начал проводить экскурсии по маршруту «Дуэлянты» в Приморском районе Санкт-Петербурга.